# Tilly Edinger
Johanna Gabriele Ottilie (Tilly) Edinger (Frankfurt am Main, 13 november 1897 – Cambridge (Massachusetts), 27 mei 1967) was een Duits-Amerikaanse paleontologe en de grondlegger van de paleoneurologie.

## Leven
Tilly Edinger was de jongste dochter van de neuroloog Ludwig Edinger. Ze studeerde natuurwetenschappen, geologie, zoölogie en paleontologie aan de Universiteit van Heidelberg en de Universiteit van Frankfurt. In 1921 voltooide ze haar proefschrift over de hersenen van Nothosaurus mirabilis bij Fritz Deverman in Frankfurt. Van 1921 tot 1938 werkte ze voor het Naturmuseum Senckenberg aan fossielen van verschillende soorten zoogdieren. Vanwege haar joodse achtergrond vluchtte ze in 1938 via Londen naar de Verenigde Staten, waar ze werkzaam was bij de Harvard-universiteit. In 1967 werd ze, mogelijk als gevolg van haar slechthorendheid, aangereden door een auto en overleed.

## Onderzoek
Edinger was de eerste die systematisch natuurlijk gevormde schedel-afgietsels van fossielen onderzocht. Zulke afgietsels ontstaan soms wanneer de schedel oorspronkelijk in bewegend water lag. Sediment kan dan de plaats van de hersenen innemen en vervolgens verstenen. Soms blijven details van het hersenoppervlak, zoals de gyri, bewaard. Daardoor kan het oppervlak van de hersenen door onderzoekers goed vastgesteld worden. Edingers onderzoek leverde een belangrijke bijdrage aan het onderzoek naar de evolutie van de hersenen.
- Bibsys: 4033467
- Bibliothèque nationale de France: cb16196437x (data)
- Gemeinsame Normdatei: 116356030
- International Standard Name Identifier: 0000 0000 6677 6259
- Library of Congress Control Number: no99060079
- Nationale Bibliotheek van Tsjechië: mzk2015860006
- Nationale Bibliotheek van Israël: 987007260633005171
- Nederlandse Thesaurus van Auteursnamen: 113460457
- SNAC: w6w4166t
- Système universitaire de documentation: 077897900
- Virtual International Authority File: 54898057
- WorldCat: E39PBJmtvjg9yjvQhFHRQj7yh3